# Strachów (Kondratowice)
Strachów (deutsch Strachau bei Nimptsch, schlesisch Strache) ist ein Dorf in der Landgemeinde Kondratowice (Kurtwitz), im Powiat Strzeliński (Kreis Strehlen), in der Woiwodschaft Niederschlesien in Polen.

## Lage
Der Ort liegt ca. sechs Kilometer südwestlich von Kondratowice (Kurtwitz), 15 Kilometer südwestlich von Strzelin (Strehlen) und 45 Kilometer südlich von Breslau. Nachbarorte sind Niemcza (Nimptsch) im Südwesten, Żelowice (Silbitz) und Kowalskie (Schmitzdorf) im Osten, Chwalęcin (Quanzendorf) und Księginice Wielkie (Groß Kniegnitz) im Norden, Maleszów (Mallschau) im Nordosten.

## Geschichte

### Besitzer
Besitzer waren: 1459 Hans Tschammer; 1457 Wenzel Bischofsheim, genannt Latusky, der die eine Dorfhälfte für 150 Mark an Fabian Tschammer verkaufte; 1476 Heinrich von Zedlitz und Buchwald, der Gut und Vorwerk Strachau von Herzog Friedrich von Brieg als erbliches Lehen erhielt; 1478 Nickel Schenk von Grunau und Hans Gellhorn von Schwentnig; 1507 Adam Schmolz. 1518 besaß Leonhard von Nimitz auf Silbitz zwei wüste Hufen. 1520 entsagte Eva von Borschnitz ihren Ansprüchen auf Strachau. 1548 belehnte Herzog Georg von Brieg seinen Hofmarschall Melchior von Metzrad mit Strachau. 1549 verkaufte Anna, Witwe des Wenzel Brettschneider aus Schweidnitz, ihren Anteil an Strachau an ihren Bruder Hans von Schmolz. 1555 verkaufte David Gfug von Fellendorf im Namen Melchior von Metzrad, Strachau an Friedrich von Zedlitz zu Petrikau. 1561 belehnte Herzog Georg von Brieg Georg von Schmolz mit Strachau. 1563 erhielt das Lehen erneut Friedrich von Zedlitz und Wilkau zu Petrikau. 1602 verkaufte Barbara, Frau des Hans von Gellhorn und Christelwitz zu Koberwitz, ihre Ansprüche an Strachau und Steine, an ihren Bruder Hans von Gellhorn auf Grünau und Steine. 1604 veräußerte Christoph von Zedlitz zu Petrikau das Gut an Hans von Gregersdorf auf Kutwitz, der es 1609 an Caspar Pfeil von Gaumnitz abtrat. In einem Teilungsvertrag vom 12. Februar 1639 erhielten die Brüder Caspar, Sigmund Bernhard von Schmolz Strachau. 1652 verpachtete Ludmilla geb. von Gregersdorf, Witwe des Sigmund Pfeil zu Jordansmühl, Gaumnitz und Strachau, das letztgenannte Gut auf neun Jahre an Christoph von Tommendorf und Bunzelwitz auf Lobetinz. Nach dem Tod des Sigmund Ludwig von Pfeil, belehnte der Kaiser Franz Weighard Freiherr von Hoffmann, Erbherr auf Ober-Thalheim und Konradswaldau mit dem ereldigten Gut Strachau. Erbe war sein Sohn Franz Ludwig von Hoffmann und Grünzüchl. Auf Antrag seiner Gläubiger wurde Silbitz und Strachau 1744 für 32.000 Reichstaler an Carl Leopold von Netz verkauft. 1769 erhielt es Friedrich Wilhelm Gottlob Ferdinand Graf von Sandreczky und Sandraschütz auf Bielau. 1794 überließ er beide Güter für 86.000 Taler dem Joseph Freiherr von Saurma-Jeltsch auf Gnichwitz, Kunsdorf, Schlogwitz, Siegroth und Brockutt. 

### Verwaltung
Nach dem Ersten Schlesischen Krieg fiel Strachau 1741/42 mit dem größten Teil Schlesiens an Preußen. 1783 fasste das Dorf ein Vorwerk, einen Bauer, 15 Gärtner und Häusler mit 118 Einwohnern. Nach der Neuorganisation der Provinz Schlesien gehörte die Landgemeinde ab 1816 zum Landkreis Nimptsch im Regierungsbezirk Breslau. 1845 bestand Strachau aus 29 Häusern, einem Vorwerk, einem Bauerngut, 210 Einwohnern (52 katholisch), evangelische Kirche zu Ober-Siegroth, katholische Kirche zu Nimptsch, einem Höcker und einem Schuhmacher. In der Nähe des Dorfes befanden sich urzeitliche Höhlenwohnungen. Nach der Auflösung des Landkreises Nimptsch 1932 wurde Strachau dem Landkreis Strehlen zugeteilt. Als Folge des Zweiten Weltkriegs fiel Strachau 1945 mit dem größten Teil Schlesiens an Polen. Nachfolgend wurde es durch die polnische Administration in Strachów umbenannt. Die deutschen Einwohner wurden, soweit sie nicht schon vorher geflohen waren, vertrieben. Die neu angesiedelten Bewohner stammten teilweise aus Ostpolen, das an die Sowjetunion gefallen war.